# フリードリヒ8世・フォン・シュレースヴィヒ＝ホルシュタイン
フリードリヒ8世（Herzog Friedrich VIII. von Schleswig-Holstein, 1829年7月6日 - 1880年1月14日）は、ドイツ＝デンマーク系のシュレースヴィヒ＝ホルシュタン＝ゾンダーブルク＝アウグステンブルク（アウグステンボー）公爵家の家長（在位：1869年 - 1880年）。
デンマーク語名はフレゼリク・クリスチャン・アウグスト・ア・スレースヴィー＝ホルステン＝スナボー＝アウグステンボー（Frederik Christian August af Slesvig-Holsten-Sønderborg-Augustenborg）。
1863年よりシュレースヴィヒ公国およびホルシュタイン公国の公爵位請求者となり、その公爵位はドイツ連邦および当該の両公国で一般的に承認されていたものの、シュレースヴィヒとホルシュタインは1866年にプロイセン王国領に併合された。プロイセンとデンマークの両政府は彼を両公国の公爵と認めなかった。

## 生涯
フリードリヒはアウグステンボー公クリスチャン・アウグスト2世（クリスティアン・アウグスト2世）とその妻ルイーセ・ダンネスキョル＝サムセー女伯（1796年 - 1867年）の次男としてアウグステンボーで生まれた。長兄は幼くして死んだため、実質的に公爵家の世継ぎであった。父方の祖母はデンマーク王女ルイーセ・アウグスタである。
アウグステンボー公爵家はデンマーク王家の分枝の一つで、世継ぎ公子のフリードリヒは子供のないフレゼリク7世の有力な後継候補の1人だった。またアウグステンボー家は代々デンマークの上級貴族との通婚が多く、アウグステンボー家は血統的にもデンマーク人といえた。しかし父クリスチャン・アウグスト2世はシュレースヴィヒ＝ホルシュタインにおけるドイツ系住民の民族主義・分離主義運動の象徴的存在であり、デンマーク王室・政府との対立からフリードリヒが王位に就く可能性は消えた。デンマーク王位継承者は、デンマーク王家の女系の近親であるヘッセン＝カッセル家のルイーゼ公女と結婚している、グリュックスブルク（リュクスボー）家のクリスチャンとなる可能性が高かった。リュクスボー家はサリカ法の男系長幼順から言えばアウグステンボー家よりも下位であった。
フリードリヒは第一次シュレースヴィヒ＝ホルシュタイン戦争では父、叔父のフレゼリク、弟のクリスティアンと一緒にドイツ側に立って戦ったので、アウグステンボー家はデンマークから追放され、財産を失った。父クリスチャン・アウグスト2世はシュレースヴィヒ＝ホルシュタイン公爵位に対する請求権を1852年に放棄した。
1863年にデンマーク王でシュレースヴィヒ、ホルシュタインの公爵を兼ねるフレゼリク7世王が亡くなると、同年11月19日にリュクスボー家のクリスチャン9世がデンマーク王位を継いだ。一方のフリードリヒは同年12月に、シュレースヴィヒとホルシュタインの公爵位を継承する正統な資格があるのはクリスチャン9世ではなく自分だとして、シュレースヴィヒ＝ホルシュタイン公フリードリヒ8世（フレゼリク8世）を名乗った。シュレースヴィヒはデンマーク王の封土だったが、ホルシュタイン公国は旧神聖ローマ帝国の領邦であるためサリカ法に則った男系相続が規定されており、ホルシュタインではアウグステンボー家の方がリュクスボー家より継承順位が上であった。
シュレースヴィヒ＝ホルシュタインのドイツ系住民はフリードリヒを支持し、またドイツ連邦もフリードリヒ支援のための義勇軍を送ろうとした。オーストリアとプロイセンの両政府は1852年のロンドン議定書の取り決めを遵守し、議定書の決定によりシュレースヴィヒ＝ホルシュタインの君主となる資格を喪失しているフリードリヒ8世をドイツ連邦内から追放することを要求した。ドイツ連邦はこの要求を拒絶した。
1864年1月16日、第二次シュレースヴィヒ＝ホルシュタイン戦争が勃発し、オーストリアとプロイセンの連合軍がデンマーク軍に勝利した。ウィーン講和条約でデンマーク王クリスチャン9世は、デンマーク王冠の属領であるシュレースヴィヒ公国を、ホルシュタイン公国、ザクセン＝ラウエンブルク公国（この2国もやはりデンマーク王が主権者を兼ねるが、1815年からドイツ連邦の構成国であった）と一緒にプロイセンとオーストリアに割譲せねばならなかった。
シュレースヴィヒ＝ホルシュタインのドイツ人たちはプロイセンとオーストリアの援助によって解放されたにもかかわらず、フリードリヒ8世は抜け目のないプロイセン宰相オットー・フォン・ビスマルクの圧力を受けてシュレースヴィヒとホルシュタインの公爵位を放棄させられた。シュレースヴィヒとホルシュタインの両公国は、同地域のドイツ系住民の思惑通り、プロイセン王国領に併合された。その後のフリードリヒ8世は私人としてゴータで暮らし、1880年にヴィースバーデンで亡くなった。

## 結婚と子女
フリードリヒは1856年、ホーエンローエ＝ランゲンブルク侯エルンスト1世の娘アーデルハイトと結婚した。アーデルハイトはイギリス女王ヴィクトリアの姪であった。夫妻は7人の子女をもうけた。ヴィクトリア女王が大叔母だった縁で、長女のアウグステ・ヴィクトリアは女王の孫で又従兄にあたるドイツ皇帝ヴィルヘルム2世とウィンザー城で知り合い、結婚した。この縁組はいくつかの点で身分不相応ではあったが、アウグステンブルク家がプロイセン王国にシュレースヴィヒ、ホルシュタイン公国を奪われたことに対する補償というべき形になったことで、両家に歓迎された。
- フリードリヒ・ヴィルヘルム・ヴィクトル・カール・エルンスト・クリスティアン・アウグスト（1857年 - 1858年）
- アウグステ・ヴィクトリア・フリーデリケ・ルイーゼ・フェオドラ・イェニー（1858年 - 1921年）…1881年、ドイツ皇帝ヴィルヘルム2世と結婚
- ヴィクトリア・フリーデリケ・アウグスタ・マリア・カロリーネ・マティルデ（1860年 - 1932年）…1885年、シュレースヴィヒ＝ホルシュタイン＝ゾンダーブルク＝グリュックスブルク公フリードリヒ・フェルディナントと結婚
- フリードリヒ・ヴィクトル・レオポルト・クリスティアン・ゲルハルト（1862年）
- エルンスト・ギュンター（1863年 - 1921年）…1898年、ザクセン＝コーブルク＝ゴータ公女ドロテアと結婚
- フェオドラ・ルイーゼ・ゾフィー・アーデルハイト・ヘンリエッテ・アマーリエ（1866年 - 1952年）…1889年、プロイセン王子フリードリヒ・レオポルトと結婚
- フェオドラ・アーデルハイト・ヘレーネ・ルイーゼ・カロリーネ・パウリーネ・アリーツェ・イェニー（1874年 - 1910年）